# Schizaea fluminensis
Schizaea fluminensis là một loài dương xỉ trong họ Schizaeaceae. Loài này được Miers ex J.W. Sturm mô tả khoa học đầu tiên năm 1859.